# Standing Up in the Milky Way
"Standing Up in the Milky Way" (tạm dịch: "Đứng giữa Ngân Hà") là tập phát sóng đầu tiên của loạt phim truyền hình tài liệu Mỹ Cosmos: A Spacetime Odyssey, được công chiếu đồng thời vào ngày 9 tháng 3 năm 2014 trên nhiều mạng truyền hình thuộc Fox như National Geographic Channel, FX và Fox Life. Tập phim có sự dẫn dắt của nhà vật lý thiên văn, đồng thời cũng là người dẫn chương trình cho series Neil deGrasse Tyson. Vai trò đạo diễn tập này thuộc về Brannon Braga, với Livia Hanich và Steven Holtzman đảm nhiệm vai trò sản xuất, còn vị trí biên kịch được giao cho Ann Druyan và Steven Soter.
Loạt phim là phần tiếp theo của series phim truyền hình thập niên 1980 Cosmos: A Personal Voyage của Carl Sagan. Người dẫn chương trình cho loạt phim này là Tyson. Ông đưa người xem khám phá thiên văn học, không–thời gian, vật lý thiên văn, sinh vật học và đa dạng các lĩnh vực khoa học khác. Trong tập này, Tyson tham quan Hệ Mặt Trời và dải Ngân Hà, khám phá cuộc sống của triết gia Giordano Bruno thời kỳ Phục hưng và tầm nhìn của ông về vũ trụ, đi qua Lịch Vũ trụ từ điểm khởi đầu đến hiện tại, và kết thúc với lời tri ân dành cho Carl Sagan. Tập phim được ra mắt với lời giới thiệu ngắn gọn của Tổng thống Hoa Kỳ Barack Obama.
Dù nhận được nhiều đánh giá tích cực từ giới phê bình, tập phim cũng bị chỉ trích về các vấn đề như độ chính xác so với lịch sử khi trình bày cuộc đời của Giordano Bruno. Tập phim đã được đề cử Giải Primetime Emmy cho Sản xuất Âm nhạc Xuất sắc cho một Series tại Lễ trao giải Nghệ thuật Sáng tạo Primetime lần thứ 66 và giành chiến thắng.

## Tóm tắt tập phim

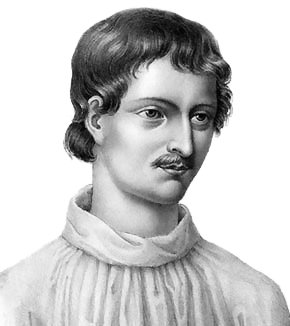
Các lý thuyết thiên văn học của Giordano Bruno (1548–1600) và sự đón nhận từ Giáo hội Công giáo đã được đưa vào trình tự tường thuật của tập phim.

Tập phim bắt đầu với cảnh Tyson khởi hành trên "Con tàu Tưởng tượng" ("Ship of Imagination") để khám phá địa chỉ vũ trụ của Trái Đất trong Siêu đám Xử Nữ và vị trí trong không–thời gian. Khi người xem cùng Tyson bay qua các hành tinh trong Hệ Mặt Trời, ông đã lướt qua Sao Kim; ông cho khán giả thấy hiệu ứng nhà kính dữ dội của hành tinh này cũng như nhiệt độ cực cao của nó. Sau đó ông khám phá Vết Đỏ Lớn của Sao Mộc, một cơn bão có kích thước gấp ba lần Trái Đất, và so sánh hành tinh xanh với góc nhìn mở rộng của Vết Đỏ. Ông vượt qua Voyager 1, vật thể nhân tạo xa Trái Đất nhất và trình bày về Đĩa ghi vàng Voyager cũng như mục đích của nó.
Tyson giải thích tầm nhìn của con người bị hạn chế như thế nào trong vũ trụ và đưa ra cho người xem ví dụ về những hành tinh lang thang cực kỳ tối tăm chỉ có thể được "nhìn thấy" qua cảm biến hồng ngoại. Sau đó, ông xem xét lý thuyết bong bóng (bubble theory) và lý do mà vũ trụ quan sát được có thể chỉ là một bong bóng trong tập hợp "vô tận" bong bóng, tương tự như những giọt nước của thác nước.
Trong một phân đoạn hoạt hình của tập này, Tyson thảo luận về cuộc đời và tầm nhìn của nhà triết học người Ý thế kỷ 16 Giordano Bruno (do Seth MacFarlane lồng tiếng). Tyson xem triết gia này là một người đấu tranh cho sự hiểu biết sâu rộng hơn nhiều về vị trí của Trái Đất trong vũ trụ, còn Mặt Trời chỉ là một ngôi sao trong số tất cả những ngôi sao khác (Tyson sau đó đã bác bỏ và xem những trải nghiệm hư ảo của Bruno là phản khoa học, nhưng cảm thông với sự ngược đãi mà ông phải gánh chịu). Tiếp theo, ông trình bày lịch sử Vũ trụ trên Lịch Vũ trụ của Carl Sagan. Tập phim kết thúc với cảnh Tyson đưa ra bài phát biểu ngắn gọn về cuộc đời và sự nghiệp của Carl Sagan, cũng như cách vị tiến sĩ này đã truyền cảm hứng cho ông trở thành một nhà vật lý thiên văn.

## Sản xuất

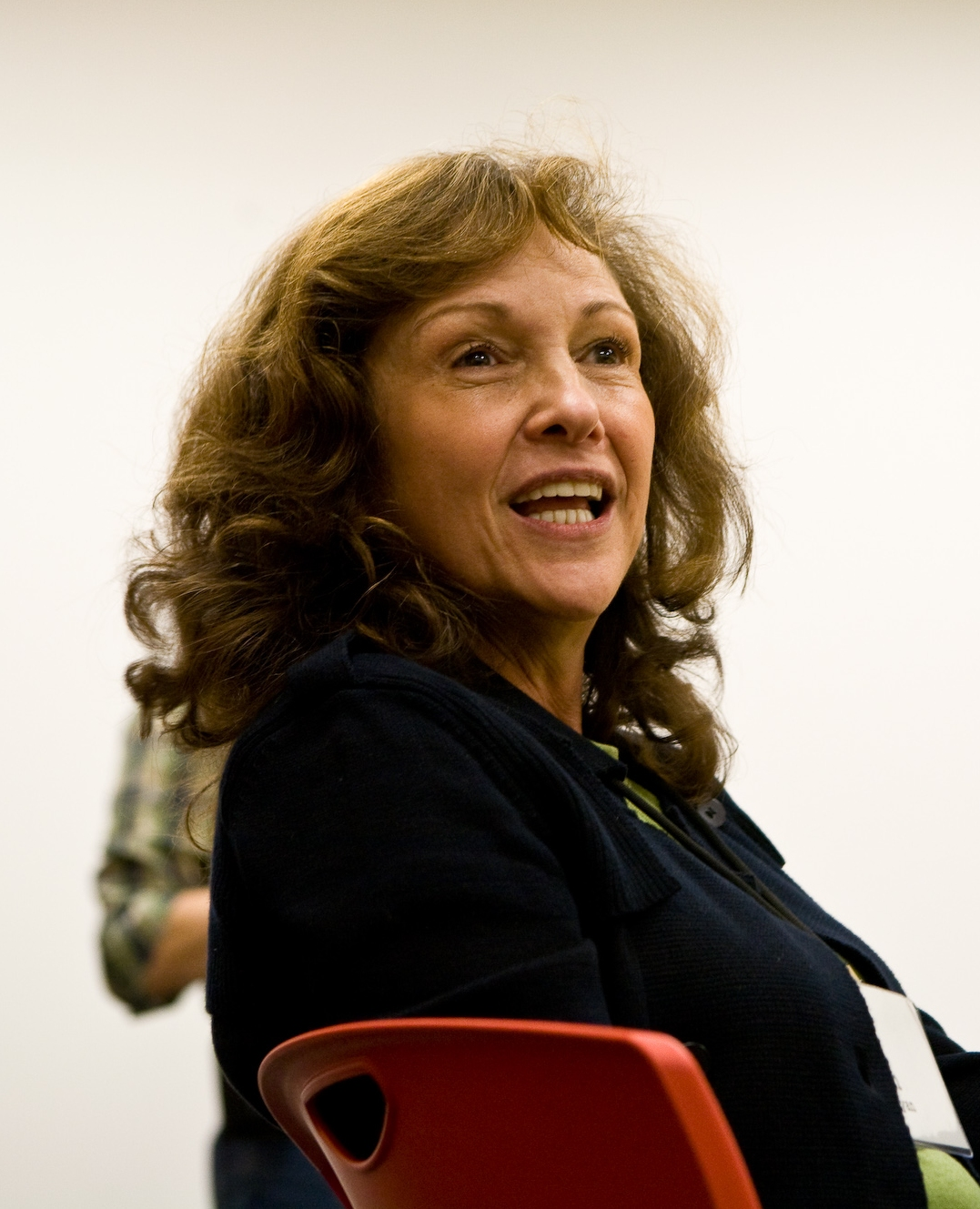
Ann Druyan, góa phụ của Carl Sagan, là đồng biên kịch tập phim.

Ann Druyan, Steven Soter và nhà vật lý thiên văn Neil deGrasse Tyson đã lên kế hoạch sản xuất phần phim mới, tiếp nối và cập nhật cho Cosmos: A Personal Voyage của Carl Sagan. Họ tiếp tục trình bày ý tưởng này với các đài truyền hình khác nhau ngay cả sau khi Sagan qua đời. Năm 2008, nhà sản xuất Seth MacFarlane gặp Tyson tại Sàn giao dịch Khoa học & Giải trí (Science & Entertainment Exchange), nơi anh được Tyson giới thiệu về việc khởi động lại loạt phim Cosmos. MacFarlane tỏ ra quan tâm đến ý tưởng này nên đã trình bày nó với mạng truyền hình Fox Broadcasting Company.
"Standing Up in the Milky Way" do Brannon Braga đạo diễn, Druyan và Soter viết kịch bản. Trình tự tường thuật của tập phim giới thiệu cuộc đời của triết gia Giordano Bruno do nhà sản xuất điều hành loạt phim Seth MacFarlane lồng tiếng, cùng với các nhân vật bổ sung khác cũng do MacFarlane và diễn viên Paul Telfer lồng tiếng. Các hiệu ứng đặc biệt cho tập phim được studio DIVE VFX thực hiện từ New York, bao gồm "kích thước hóa (dimensionalization) các cụm sao, thiên hà và tinh vân" cho chương trình. Tập phim cũng giới thiệu một "Con tàu Tưởng tượng" mới do nghệ sĩ ý tưởng Ryan Church thiết kế lại, được The Verge mô tả là "Tàu Enterprise của J. J. Abrams". Kara Vallow là người sản xuất các phân đoạn hoạt hình của tập phim.

## Đón nhận
– Max Nicholson, từ IGN
Tập phim công chiếu với tỷ lệ 2,1/5 ở mức ratings/share 18-49 và 5,77 triệu người Mỹ xem trực tiếp trên Fox. Tuy nhiên, Nielsen ước tính rằng đã có tổng cộng "8,5 triệu người xem vào Chủ nhật trên tổng số 10 mạng thuộc sở hữu của Fox, bao gồm Fox Broadcast, National Geographic và FX". Nhà sản xuất điều hành loạt phim Seth MacFarlane đăng trên trang mạng xã hội trực tuyến Twitter rằng có 12 triệu khán giả đã xem trực tiếp buổi ra mắt Cosmos chỉ tính riêng ở Mỹ và 17,5 triệu người qua DVR.
"Standing Up in the Milky Way" được giới phê bình đón nhận nồng nhiệt. John Teti từ The A.V. Club đã cho tập này điểm "B", ông tuyên bố "Cosmos: A Spacetime Odyssey vừa đầy tham vọng vừa kỳ lạ. Nó cố gắng truyền tải những ý tưởng mở rộng nhất của nhân loại trong không gian ở một bộ phim truyền hình hàng tuần dài 44 phút. Thật là tham vọng". Teti đưa ra đánh giá tích cực về quá trình sáng tạo của chương trình, đồng thời cũng chỉ trích "kịch bản cẩu thả thường xuyên xuất hiện ở phần sau tập phim". Cây viết Max Nicholson đến từ IGN đã cho tập phim điểm 8,5 ("Tuyệt vời"), anh kết luận "loạt phim tài liệu này không biện giải gì cho việc mô tả một cách gây tranh cãi về tôn giáo có tổ chức (organized religion), nhưng nó đã giơ ra một cành ô liu cho tư duy sáng tạo và vận dụng các khái niệm về đức tin trong quan điểm kỳ lạ của nó về thế giới vĩ mô". Nhà báo Phil Plait của Slate cũng đưa ra một đánh giá tích cực, ông cho rằng tập phim "đã đưa ra một quan điểm thú vị và to lớn hơn về việc đàn áp tư tưởng và sự vĩ đại của quyền tự do khám phá các ý tưởng".
Các bài đánh giá khác đã chỉ trích tính chính xác về mặt lịch sử của phân đoạn Giordano Bruno và đặt ra câu hỏi tại sao chương trình không miêu tả những nhà thiên văn học quan trọng hơn trong khoảng thời gian đó, chẳng hạn như Copernicus hay Galileo, hoặc các nhà triết học tự nhiên thời Trung Cổ trước đó chẳng hạn như Nicole Oresme và Nicholas xứ Cusa, những người đã trình bày khả năng tồn tại nhiều thế giới sớm hơn Bruno hàng thế kỷ. Các nhà phê bình cũng phàn nàn phân đoạn này không chính xác về mặt lịch sử khi miêu tả những rắc rối của Bruno phần lớn là do niềm tin của ông vào nhiều thế giới.
Trong buổi phát sóng đầu tiên vào ngày 9 tháng 3 năm 2014, tập phim đã bị gián đoạn trong 15 giây trên kênh KOKH-TV của Fox Oklahoma. Sự gián đoạn ngắn ngủi này xuất phát từ việc một đoạn quảng cáo cho chương trình tin tức FOX 25 Primetime News at Nine trùng hợp với đoạn độc thoại của Tyson về quá trình tiến hóa của loài người. KOKH đã đưa ra tuyên bố xin lỗi về sự cố, đồng thời bác bỏ cáo buộc cho rằng sự việc là cố ý mà thay vào đó là "hậu quả xuất phát từ sai sót của nhà điều hành".